# チャンドラー (ミサイル駆逐艦)
チャンドラー (USS Chandler, DDG-996) は、アメリカ海軍のミサイル駆逐艦。キッド級ミサイル駆逐艦の4番艦。艦名はセオドア・エドソン・チャンドラー少将に因む。

## 艦歴
当初はイラン王国によってアンドゥシールワーン (Andushirvan：ホスロー1世) の艦名で発注されたが、1979年のイラン革命でキャンセルとなった。
その後強力な空気浄化機能、フィルターによる防砂機能、生物化学兵器戦への対応能力を持つ本艦はアメリカ海軍によってペルシャ湾と地中海での作戦行動に適任と認められ、採用されることとなった。
チャンドラーは1999年に退役した。

## その後
退役後チャンドラーは2004年に同級3隻と共に台湾に売却され、馬公(Ma Kong, DDG-1805)と命名された。当初の予定では武徳 Wu Tehと名付けられる予定であった。